# Стрейчи, Чарльз, 4-й барон О’Хейган
Чарльз Таунли Стрейчи, 4-й барон О’Хейган (англ. Charles Towneley Strachey, 4th Baron O'Hagan; 6 сентября 1945 — 23 марта 2025) — британский политик Консервативной партии.

## Ранние годы и предыстория
Родился 6 сентября 1945 года. Крестник принцессы Елизаветы, впоследствии королевы Елизаветы II. Внук Мориса Таунли-О’Хейгана, 3-го барона О’Хейгана (1882—1961), он унаследовал семейный титул в возрасте 16 лет после смерти своего деда в 1961 году. Старший сын майора достопочтенного Томаса Энтони Эдварда Стрейчи (1917—1955) и Леди Мэри София Палмер (1920—2001). Майор Томас Энтони Эдвард Таунли Стрейчи покончил жизнь самоубийством в 1955 году . Он получил образование в Итоне и Нью-колледже в Оксфорде и служил пажом у королевы Елизаветы II с 1959 по 1961 год. Родственник баронетов Стрейчи, он является праправнуком Эдварда Стрейчи, 1-го барона Стрейчи (1858—1936).

## Политическая карьера
Лорд О’Хейган впервые занял свое место в Палате лордов 5 декабря 1967 года и произнес свою первую речь, будучи еще студентом.
Он был назначен независимым депутатом Европарламента в декабре 1972 года, заняв свое место в тот день, когда Великобритания начала свое членство в ЕЭС, 1 января 1973 года. С 1973 по 1979 год британские депутаты Европарламента не избирались, а назначались из Палаты общин и Палаты лордов. Поскольку лейбористская партия была глубоко разделена по поводу членства в ЕЭС, она отказалась выдвигать членов в парламент. Соответственно, О’Хейган был одним из группы независимых и либералов, назначенных вместо лейбористов.
В течение этого первого периода в качестве депутата Европарламента О’Хейган пытался представить первый законопроект, позволяющий Европейскому парламенту избираться напрямую, а не назначаться. 1 мая 1974 года он внес законопроект в Палату лордов, но он был отклонен.
Референдум 5 июня 1975 года о членстве Великобритании в ЕЭС решил вопрос о позиции Великобритании в Европе, и с этого момента Лейбористская партия потребовала свою долю кандидатур в депутаты Европарламента. Таким образом, Чарльз О’Хейган потерял своё место 3 июля 1975 года после совместного решения Консервативной и лейбористской партий прекратить назначение независимых и либералов в Европейский парламент. Затем он вступил в Консервативную партию и стал кнутом и пресс-секретарём консерваторов в Палате лордов в 1977—1979 годах. Он также участвовал в Лиге Примроуз до роспуска занимал пост канцлера с апреля 1979 по апрель 1981 года.
На первых прямых выборах в Европейский парламент в 1979 году Чарльз О’Хейган был возвращён в качестве депутата Европарламента от Девона как консерватор, набрав 61,8 % голосов и большинство в 86 022. Затем он был переизбран в 1984 году, когда его доля голосов упала до 54,7 %, а его большинство упало до 56 620. На выборах в Европейский парламент 1989 года он был вновь переизбран, и хотя его доля голосов упала до 46,4 %, раскол в голосовании оппозиции означал, что его большинство фактически увеличилось до 57 298. Он оставался депутатом Европарламента до своей отставки в марте 1994 года. Он должен был участвовать в выборах в Европейский парламент 1994 года, сражаясь с недавно составленным избирательным округом Девона и Восточного Плимута, но он ушел в отставку за три месяца до выборов, сославшись на крах своего второго брака, комментируя «Вы не можете бороться с выборами, думая о других вещах». В других разделах прессы его отставка объяснялась плохим здоровьем. Джайлс Чичестер был выбран кандидатом от консерваторов на его место, едва удержав место всего 700 голосами.
О’Хейган в целом считался проевропейцем, а Джонатан Принн из «Таймс „назвал его“ колоритным» . К концу своего срока полномочий он страдал от плохого здоровья, и его общая посещаемость упала до второго самого низкого уровня среди всех британских депутатов Европарламента, за Ианом Пейсли.
В 1999 году, как и большинство других наследственных пэров, Чарльз О’Хейган потерял право заседать в Палате лордов, хотя с прошлого года находился в отпуске из-за ухудшения здоровья. Он не баллотировался на выборах, чтобы стать одним из 92 наследственных пэров, сохранивших свои места.

## Поздняя карьера
В 2008 году он попал в заголовки газет, предложив продать некоторые из своих дочерних компаний, чтобы оплатить медицинские счета . В 2009 году сообщалось, что лорд О’Хейган выступил от имени семьи Таунли, чтобы претендовать на титул 15-го лорда Боуленда. Раньше это древнее ланкастерское владение считалось потерянным или находившимся во владении Короны, исчезнувшим из исторических записей в конце девятнадцатого века. Таунли владели лесным поместьем Боуленд с 1835 года, и выяснилось, что титул был сохранен за вымершим семейным фондом. Титул был продан с аукциона и позже перешел во владение Уильяма Боуленда, дона Кембриджского университета, который, таким образом, принял титул 16-го лорда Боуленда.

## Личная жизнь
Лорд О’Хейган был женат трижды. 13 июля 1967 года в Лондоне он женился первым браком на грузинской принцессе Тамаре Багратион-Имеретинской (род. 6 декабря 1926), дочери князя Михаила Имеретинского и Маргарет Стеллы Райт. В 1984 году супруги развелись. У них была одна дочь:
- Достопочтенная Нино Наталья О’Хейган Стрейчи (род. 16 июля 1968)

В марте 1985 года он вторично женился на Мэри Клэр Руз-Фрэнсис, дочери преподобного Лесли Руз-Фрэнсис. В 1995 году супруги оформили развод. У них родилась одна дочь:
- Достопочтенная Антония О’Хейган Стрейчи (род. 1986)

В декабре 1995 года Чарльз О’Хейган в третий раз женился на Элизабет Лесли Ив Смит, дочери Герберта Смита.
Предполагаемым наследником баронства является его младший брат, достопочтенный Ричард Таунли Стрейчи (род. 1950).
В 1975 году он продал документы нескольких своих ирландских предков, в том числе 1-го барона О’Хейгана, Государственному архивному бюро Северной Ирландии.
В 1973 году Чарльз О’Хейган унаследовал дом Саттон-корт 14-го века в графстве Сомерсет, родовой дом рода Стрейчи с 1858 года; дом был оставлен ему после смерти Эдварда Стрейчи, 2-го барона Стрейчи (1882—1973), у которого не было наследника. В 1987 году О’Хейган продал его для переоборудования в квартиры. Те картины Саттон-Корта, которые не были проданы в 1987 году, были проданы О’Хейганом в 1994 и 2007 годах.
О’Хейган умер от субдуральной гематомы 23 марта 2025 года в возрасте 79 лет.